# Gamal Ali Fouad Ismail
Gamal Ali Fouad Ismail (* 29. Oktober 1950 in Zagazig, Ägypten) ist eine ägyptische Mathematikerin und Hochschullehrerin. Sie wurde 1995 Professorin für Reine Mathematik am University College of Women for Art, Science and Education an der Ain-Shams-Universität in Kairo.

## Leben und Werk
Ismail wurde als Tochter von Ali Fouad Ismail Sabry und Souad Ahmed Mahmoud geboren. Sie studierte an der Ain-Shams-Universität in Kairo, wo sie 1972 den Bachelor of Science erhielt. Von 1972 bis 1976 war sie Demonstratorin am Women's College in Kairo. 1974 heiratete sie Hussein Abdel Wahab Abdel Gawad, mit dem sie drei Kinder bekam. Sie studierte weiter und erhielt 1976 den Master of Science an der Ain-Shams-Universität und war anschließend dort bis 1995 Lehrbeauftragte für Mathematik. 1985 promovierte sie bei Abbas IA Karim mit der Dissertation: Accuracy of the multi-step methods for solving differential equations. Danach wurde sie zur Dozentin und 1995 zur außerordentlichen Professorin befördert. Gleichzeitig wurde sie zur Leiterin der Computereinheit am Women's College der Ain Shams University ernannt.
Sie ist Mitglied der Egyptian Mathematics Society.

## Veröffentlichungen (Auswahl)
- mit A. I. A. Karim: The stability of multistep formulae for solving differential equations. International Journal of Computer Mathematics 13 (1), 1983, S. 53–67.
- One derivative P-C formulae with minimum error bounds. International Journal of Computer Mathematics 60, 1996, S. 243–251.
- A new higher order effective P-C methods for stiff systems, 1998.
- mit I. H. Ibrahim: Variable step stiffly stable methods. International Journal of Computer Mathematics 66 (3–4), 1998, S. 227–240.
- A numerical technique for the 3-D Poisson equation, 2003.
- Efficient numerical solution of 3D incompressible viscous Navier-Stokes equations, 2004.